# Simone Winko
Simone Winko (* 30. Mai 1958) ist eine deutsche Literaturwissenschaftlerin.

## Leben
Von 1977 bis 1984 studierte sie Germanistik, Philosophie und Anglistik an der Christian-Albrechts-Universität Kiel und der Ludwig-Maximilians-Universität München. Nach dem Magisterexamen 1984 an der LMU München und der Promotion 1989 an der LMU München war sie von 1994 bis 2003 wissenschaftliche Assistentin am Institut für Germanistik II der Universität Hamburg. Nach der Habilitation 2001 an der Universität Hamburg (Venia legendi für Neuere deutsche Literatur) ist sie seit 2003 Professorin für Neuere deutsche Literatur in Göttingen.
Ihre Forschungsschwerpunkte sind Theorie der Literatur, Theorie der Wertung und Kanonbildung, Literatur um 1900 und digitale Literatur.

## Schriften (Auswahl)
- Wertungen und Werte in Texten. Axiologische Grundlagen und literaturwissenschaftliches Rekonstruktionsverfahren. Braunschweig 1991
- mit Renate von Heydebrand: Einführung in die Wertung von Literatur. Systematik, Geschichte, Legitimation. Paderborn 1996.
- Kodierte Gefühle. Zu einer Poetik der Emotionen in lyrischen und poetologischen Texten um 1900. Berlin: Erich Schmidt 2003.
- mit Fotis Jannidis / Gerhard Lauer (Hrsg.): Grenzen der Literatur. Zum Begriff und Phänomen des Literarischen. Berlin, New York: de Gruyter 2009.
- mit Tilmann Köppe: Neuere Literaturtheorien. Stuttgart 2013.
- mit Gabriele Rippl (Hrsg.): Handbuch Kanon und Wertung. Theorien, Instanzen, Geschichte. Stuttgart/Weimar: Metzler 2013.